# Unam sanctam
Unam sanctam (slovensko: Ena sveta) je papeška bula, ki jo je izdal papež Bonifacij VIII. 18. novembra 1302.

## Opis
Ta bula poudarja papeževo vodilno vlogo na svetnem in verskem področju. V njej beremo, da zunaj Rimskokatoliške Cerkve ni zveličanja in odpuščanja grehov (Extra Ecclesiam nulla salus).
Bula se začenja z besedami »Unam sanctam« (»Eno sveto«). Neposredni povod je bil poseganje francoskega (deloma tudi angleškega) kralja v zaseganje dohodkov od cerkvenih nadarbin; dolgoletno vojskovanje med Francijo in Anglijo je namreč izpraznilo državni blagajni. Papež pa je želel te dohodke nameniti za križarsko vojno in združiti evropske krščanske vladarje v boju zoper muslimanske Osmane, ki so nedavno tega dokončno porinili krščanske križarje iz Svete dežele in so osvajali vedno nova področja že v Evropi. Krščanski vladarji pa se niso zavedali resnosti položaja in so se še naprej vojskovali ali med seboj ali celo proti papežu. Poudarjanje enotnosti in potrebnosti Cerkve za zveličanje, kakor tudi vodilne in osrednje vloge papeža v krščanstvu, je imelo za cilj slogo med krščanskimi vladarji in možnost papeža, da združi kristjane in tako zaustavi muslimansko prodiranje. Omenimo lahko, da je kmalu po teh časih prav zaradi needinosti med krščanskimi vladarji doživela poraz Mariška bitka (1371), kateri je sledila usodna Kosovska bitka (1389), kakor tudi še usodnjša Nikopoljska bitka (1396); ne dolgo zatem je padel Carigrad (1453). 
Papež se je torej zavedal nevarnih razmer in imel o položaju jasno predstavo ter določeno zamisel, ki pa se je popolnoma ponesrečila zlasti zaradi nasprotovanja evropskih vladarjev kakršnikoli papeževi pobudi ne le na zemeljskem, ampak tudi na duhovnem področju.
Dogmatično jedro bule je potrebnost priznavanja katoliške Cerkve in njenega poglavarja za zveličanje. Močno je poudarjeno papeško prvenstvo: kdor se upira papežu, se upira Bogu. Medtem ko je učenje o papeževi politični vlogi slejkoprej časovno pogojeno, ne smemo pozabiti, da so v srednjem veku vsaj načelno vsi vladarji priznavali papežu ne le duhovno, ampak tudi politično prvenstvo, ki je vključevalo na eni strani kronanje vladarjev, na drugi strani pa tudi odstavitev neprimernih, kar pa se je v tem primeru končalo tragično za papeža.

## Zgodovina in vsebina
Bula (= papeško pismo ali okrožnica) je ob nastanku dvignila veliko prahu – ki se ni polegel niti pozneje vse do današnjih dni. Pravzaprav pa vsebinsko ne prinaša nekega novega nauka, ampak razvija – morda bolj poudarjeno kot je bila sicer navada – tradicionalne misli o prvenstvu duhovne oblasti nad zemeljsko – tako imenovano teorijo o dveh mečih. V prejšnjih časih je to učil Gregor VII. in njegovi nasledniki z uveljavljanjem gregorijanske reforme, ki je imela pravzaprav za cilj svobodno delovanje Cerkve, neodvisno od državne oblasti. Glavne misli so povzete iz učenja lateranskega vesoljnega cerkvenega zbora in rednega papeškega učenja; tako tudi osnovna trditev bule pravzaprav ni nekaj novega:
»Obstaja le ena vesoljna Cerkev vernikov. Zunaj nje se prav nihče ne more zveličati.«
Nove so bile vsekakor razmere, v katerih je bula nastala, kakor tudi glavna nosilca dogajanja: rimski papež in francoski kralj. Bula je namreč nastala ob sporu Bonifacija VIII. in Filipa Lepega. Najprej podaja papež temeljne črte verskega učenja o Cerkvi: da je Cerkev le ena in potrebna za zveličanje. Kristus je glava Cerkve. Posledice tega je oblast Cerkve na duhovnem področju, pa tudi na svetnem, kar se končuje z vlogo in nalogo rimskega škofa:
 »Rimskemu papežu se podvreči je za vse ljudi za zveličanje nujno potrebno; to izjavljamo, določamo in oznanjamo.« 
Zamisel zanjo poteka že od sv. Avguština in njegove Božje države (De civitate Dei, kar je v praksi pravzaprav uresničeval v odnosu do zemeljske oblasti že njegov sodobnik sv. Ambrož. Menijo, da je idejni tvorec bule bil Egidij Rimski ; teorijo o dveh mečih pa so razvijali tudi mnogi pomembni srednjeveški misleci in teologi, kot na primer Egidij Rimski, sv. Bernard, Hugo (1096-1141), in med drugimi tudi sv. Tomaž.

### Ocena
Znameniti sklepni stavek bule »Unam sanctam« razglaša, da je slehernemu človeku potrebna za zveličanje podrejenost rimskemu škofu. To je potrdil tudi Prvi vatikanski koncil.
Samo temu stavku – ki hoče poudariti papeški primat proti ločenim »Grkom« (=vzhodnim kristjanom) in poseganju na cerkveno duhovno področje Filipa Lepega – smemo pripisati dogmatično vsebino. To je na nov način izraženo staro reklo: »Extra Ecclesiam nulla salus!« (»Zunaj Cerkve ni zveličanja!«). Vsej drugi vsebini bule, zlasti razvijanju teorije o dveh mečih, smemo odrekati dogmatično vrednost. To izhaja že iz tega, da je za voljo Filipu in Franciji vsebino omilil že Klemen V.. 

Da pa opredelitve glede odnosov med Cerkvijo in državo vsebujejo le časovno pogojen značaj, postaja še bolj jasno, da je že Leon XIII. v svojih okrožnicah večkrat razvijal to temo; njegova zamisel pa daleč odstopa od »teorije o dveh mečih«.